# George Strickland (baseball)
Pour les articles homonymes, voir George Strickland.
George Bevan Strickland, né le 10 janvier 1926 à La Nouvelle-Orléans (Louisiane) où il est décédé le 21 février 2010, est un joueur et manager américain de baseball. Il évolue comme arrêt-court en ligue majeure entre 1950 et 1960 puis devient manager intérimaire des Indians de Cleveland en 1964 (73 matches) et 1966 (39 matches).

## Carrière
Recruté comme agent libre amateur en 1943 par les Brooklyn Dodgers, il retourne chez les New Orleans Pelicans (Southern Association) au terme de son contrat en ligues mineures de deux ans chez les Dodgers. En 1946, les Red Sox de Boston engagent Strickland comme joueur de ligue mineure. Il se retrouve le 17 novembre 1949 chez les Pittsburgh Pirates où il fait son entrée en ligue majeure le 7 mai 1950. Strickland est ensuite échangé aux Indians de Cleveland le 18 août 1952. Il prend part aux World Series 1954 et prend sa retraite après la saison 1957. Il passe l'année 1958 loin des terrains à La Nouvelle-Orléans tandis que les Indians usent cinq arrêt-courts cette saison-là pour tenter de lui trouver un successeur. L'instructeur Red Kress rencontre Strickland à l'occasion d'un voyage vers le Venezuela et l'encourage à effectuer un retour sur les terrains. Strickland joue deux saisons supplémentaires (1959-1960).
Sa carrière de joueur achevée, Strickland reste chez les Cleveland Indians en 1961 comme recruteur puis devient instructeur de troisième base chez les Twins du Minnesota en 1962. Le nouveau manager des Indians, Birdie Tebbetts, fait revenir Strickland à Cleveland en 1963 comme instructeur. Quand Tebbetts est victime d'une attaque cardiaque, Strickland est nommé manager par intérim. Il est en poste pendant la première moitié de la saison, jusqu'au retour de Tebbetts, le 3 juillet. Strickland connait une deuxième expérience d'intérimaire quand Tebbetts est remercié le 19 août 1966. Il termine la saison au poste de manager avant de retrouver sa place d'instructeur jusqu'en 1969. Il achève sa carrière d'entraîneur en devenant instructeur chez les Royals de Kansas City de 1970 à 1972 sous les ordes d'un ancien des Indians, Joe Gordon.